# Aéroport de Casper-Comté de Natrona
Pour les articles homonymes, voir CPR.
L'aéroport de Casper–Natrona County (code IATA : CPR • code OACI : KCPR • code FAA : CPR) est situé 7 km au nord-ouest de Casper, dans le comté de Natrona, Wyoming. Avant le 19 décembre 2007, l'aéroport se dénommait Aéroport international Comté de Natrona.

## Compagnies aériennes et destinations

### Passager
| Compagnies       | Destinations         |
| ---------------- | -------------------- |
| Allegiant Air    | Las Vegas-Harry-Reid |
| Delta Connection | Salt Lake City       |
| United Express   | Denver               |

Édité le 04/09/2017